# サラ・フォレスティエ
サラ・フォレスティエ（フランス語: Sara Forestier、1986年10月4日 - ）は、パリにて在住のフランスの女優。

## 人物
2001年より映画キャリアを開始、『Games of Love and Chance』(2003年)でセザール賞有望若手女優賞を受賞。2011年、『戦争より愛のカンケイ』(2010年)でセザール賞主演女優賞を受賞した。

## 来歴
フランスにて誕生した、子供の頃より文章を書くことや絵を描くのが好きだった彼女は13歳半の時、友人の一人とともに映画のオーディションを受けた。2001年、映画『Les Fantômes de Louba』においてマイナーな役柄で女優デビュー。それと並行して16歳の時、学校を退学した。
2003年、パリ郊外における移民絡みを扱った映画『L'Esquive』 (en:Games of Love and Chance)に出演し、彼女は、第30回セザール賞有望若手女優賞を受賞した。2005年、ミシェル・ドヴィル監督によるロマンティックコメディ映画『恋は足手まとい』にヴィヴィアヌ役で出演、同年、ベルトラン・ブリエ監督の作品『ダニエラという女』においてはミュゲ役で出演した。2006年、フランス、イタリアの合作であるアクション映画『カウントダウン9.11』にオルランド役で出演。2009年、 アラン・レネ監督の映画『風にそよぐ』ではジョージズとスザンヌの娘であるエロディ役で出演した。2010年には、フランス・ギャル役で映画『ゲンスブールと女たち』に出演している。
2011年、2010年の映画『戦争より愛のカンケイ』 (Le Nom des gens)において政治活動家であるバヤ役を演じて、第36回セザール賞主演女優賞を受賞した。

## 主な出演作品
- Les Fantômes de Louba (2001), Fille 2 – Martine Dugowson監督
- La Guerre à Paris (2002) – Yolande Zauberman監督
- Quelques jours entre nous (2003), Alice – Virginie Sauveur監督, テレビ映画
- 身をかわして Games of Love and Chance (2003), Lydia – アブデラティフ・ケシシュ監督, オリジナル タイトル: L'esquive
- À cran, deux ans après (2004), Marion – Alain Tasma監督, テレビ映画
- Les Courants (2005), Andréa – Sofia Norlin監督, 短編映画
- 恋は足手まとい Un fil à la patte (2005), ヴィヴィアヌ – ミシェル・ドヴィル監督
- Le Courage d'aimer (2005), Salomé – クロード・ルルーシュ監督
- Hell (2005), Hell – Bruno Chiche監督
- ダニエラという女 Combien tu m'aimes? (2005), Muguet – ベルトラン・ブリエ監督
- パフューム ある人殺しの物語 Perfume: The Story of a Murderer (2006), Jeanne – トム・ティクヴァ監督
- カウントダウン9.11 Quelques jours en septembre (2006), Orlando – Santiago Amigorena監督
- Astérix et les Vikings| (2006), Abba (声の出演) – Stefan Fjeldmark監督
- 風にそよぐ草 Les herbes folles (2009), Elodie – アラン・レネ監督
- Humains (2009), Nadia
- 戦争より愛のカンケイ Le Nom des gens (2009), Baya Benmahmoud
- ゲンスブールと女たち Serge Gainsbourg, vie héroïque,  (2010), フランス・ギャル役
- Le nom des gens, (2010), Baya Benmahmoud
- HH, Hitler à Hollywood, (2010), 本人役
- 漆黒の闇で、パリに踊れ Une nuit, (2012), Laurence Deray

## 受賞
- 2004: シュザンヌ・ビアンケッティ賞
- 2004: "L'Esquive" モンス国際映画愛祭主演女優賞
- 2005: "L'Esquive"　第30回セザール賞有望若手女優賞
- 2005: "L'Esquive"Étoiles d'or新人女優賞
- 2011: "戦争より愛のカンケイ"　第36回セザール賞主演女優賞